# 군마소자역
군마소자역(일본어: 群馬総社駅, ぐんまそうじゃえき)은 일본 군마현 마에바시시에 있는, 동일본 여객철도의 철도역이다. 조에쓰선이 지나가며, 아가쓰마선 열차들도 다닌다.
역 이름은 마에바시 시 모토소자 정에 있는 고즈케소자 신사에서 딴 것이지만, 도쿄도 우에노역의 "우에노"와 "고즈케"가 같은 한자 '上野'를 쓰고 있었기 때문에 구분을 위해 고즈케소자의 다른 이름인 "군마소자"를 사용했다.

## 역 구조
2면 2선 구조의 지상역이며, 2면 3선 구조에서 "2번선"이던 중간 선로가 없어졌기 때문에 승강장은 1번 승강장과 3번 승강장으로 구분한다. 역사는 1번 승강장 쪽에 있으며, 양쪽 승강장은 과선교로 이어져 있다. 업무 위탁역으로, 오전 6시부터 오후 8시까지 초록 창구를 영업하고 있다. 간이 개찰기에서 스이카 및 제휴 교통카드의 사용이 가능하다.

### 승강장
| 1 | ■ 조에쓰선              | 신마에바시 · 다카사키 방면                                          |
| 3 | ■ 조에쓰선 ■ 아가쓰마선 | 시부카와 · 누마타 · 미나카미 · 나카노조 · 나가노하라쿠사쓰구치 방면 |

## 역세권 정보
역 근처에 여러 고분군과 과거 고즈케국을 대표하던 고즈케코쿠분지의 터가 있다. 역 이름과는 달리 고즈케소자 신사는 신마에바시역에서 더 거리가 짧다.
- 시키시마 공원과 군마 현영 육상 경기장
- 소자 우체국
- 도네강
- 닛신 전기
- 일본정공 (NSK)

## 역사
- 1921년 7월 1일 - 일본국유철도 조에쓰난 선의 개통과 동시에 개업했다.
- 1987년 4월 1일 - 민영화에 따라 동일본 여객철도의 소속이 되었다.
- 2004년 10월 16일 - 스이카의 사용이 가능해졌다.

## 인접역
| 동일본 여객철도 조에쓰선 | 동일본 여객철도 조에쓰선 | 동일본 여객철도 조에쓰선 |
| ------------------------ | ------------------------ | ------------------------ |
| 신마에바시 다카사키 방면 | ■ 보통                   | 야기하라 미나카미 방면   |
| 신마에바시 다카사키 방면 | ■ 아가쓰마선 보통        | 야기하라 오마에 방면     |